# Andrena querquedula
Andrena querquedula är en biart som beskrevs av Warncke 1975. Andrena querquedula ingår i släktet sandbin, och familjen grävbin. Inga underarter finns listade i Catalogue of Life.